# Крш и лом
Крш и лом други је албум уживо српског гаражног и панк рок састава Партибрејкерс. Снимљен је 20. и 21. марта 2009. године на концерту у Дому омладине у Београду, а објављен за Одличан хрчак 2010. године.
На албуму се налази 14 песама које представљају пресек целокупне каријере бенда, микс и продукцију радио је Саша Јанковић у студију Oxygen у Београду. Албум је доступан за бесплатно преузимање преко издавачке куће Exit music.

## Листа песама
Све текстове радили су Зоран Костић Цане и Небојша Антонијевић Антон.
| №               | Назив              | Трајање |  |
| 1.              | Ноћ                | 2:41    |  |
| 2.              | Ако си             | 2:08    |  |
| 3.              | Лоботомија         | 2:44    |  |
| 4.              | Ћутање             | 2:41    |  |
| 5.              | Журим              | 2:42    |  |
| 6.              | Пут                | 6:27    |  |
| 7.              | Хиљаду година      | 7:22    |  |
| 8.              | Ноћ у граду        | 4:25    |  |
| 9.              | Крени према мени   | 2:47    |  |
| 10.             | Хипнотисана гомила | 2:21    |  |
| 11.             | Хоћу да знам       | 4:09    |  |
| 12.             | Улични ходач       | 12:51   |  |
| 13.             | Она живи ба брду   | 2:29    |  |
| 14.             | Стој Џони          | 4:10    |  |
| Укупно трајање: | Укупно трајање:    | 59:21   |  |

## Учествовали на албуму

### Партибрејкерс
- Ненад Антонијевић Антон — гитара
- Зоран Костић Цане — вокали
- Дарко Курјак — бубњеви
- Златко Вељовић Лаки — бас гитара

### Гости на албуму
- Саша Јанковић — микс и продуцент
- Милан Барковић Баре — сниматељ
- Игор Боројевић — аудио техничар
- Ива Ракић — дизајн
- Александар Ползовић Звоно — фотографија
- Бранко Галичић — фотографија
- Станислав Милојковић — фотографија